# 硬幣

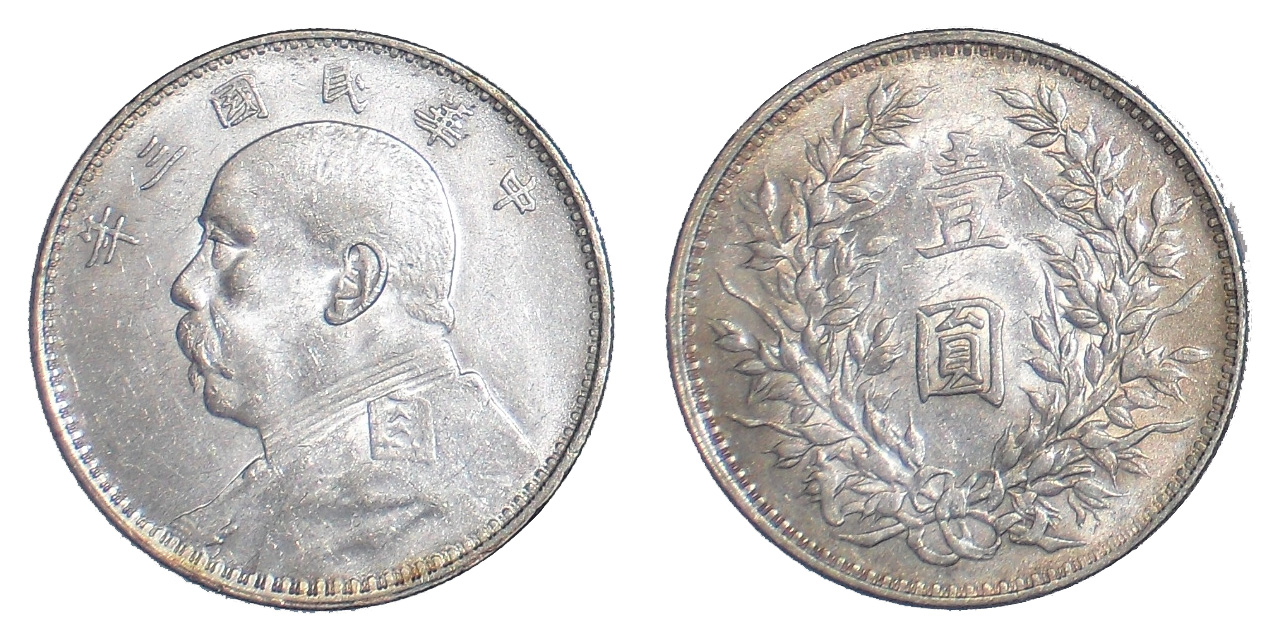
中華民國1914年發行的銀元，俗稱袁大頭。

硬幣一般是指以堅硬的材質（通常是金屬）製成的貨幣。相對於紙幣，硬幣的面值通常較低。一般貨幣用途的硬幣是由非貴重金屬（如銅、鎳）鑄造，其面值通常是依據發行政府的法律規定。隨著科技的进步，如電子收費系統的流行，硬幣的使用已越來越少。
除了用途性货币，也有非貨幣用途的硬幣，如古中國的花錢、紀念幣、遊戲代幣等，收藏性的硬幣則多以金和銀鑄造；这些硬币往往价值不菲。
傳統上，硬幣經常以金或銀等貴金屬鑄造，其內在價值（即該金屬的價值）往往會超越該硬幣的表面價值，因而產生「劣幣驅逐良幣」的說法。

## 历史

### 最早发现的硬币
目前世界上发现最早的硬币为商代晚期的铜贝，出現於公元前11世纪以前。西方最早的货币是吕底亚，发行於大约公元前610年。

### 当代
现代硬币除了当作货币流通，也可作为收藏品和贵金属纪念品。部分跨国货币如欧元硬币在各国会发行不同花纹款式。一般上各国会使用不同大小表示不同金额的硬币。

## 主要作用

### 流通貨幣
當今世上的流通硬幣主要以金属所鑄成，並多數以法定貨幣的形式流通市面，意思是使其成為合法通貨的貨幣的依歸主要是依靠政府的法令對此等硬幣的廣泛認受性。有別於歷史上所曾經運用作硬幣的商品貨幣，由於法定貨幣並非由貴金屬鑄成，理論上這種硬幣基本上應該並無內在價值。但實際上並非如此，例如銅、鎳價格往往受到市場波動影響，有時會導致硬幣本身金屬材料價格超過幣面值，而造成損毀鎔鑄硬幣的可能狀況。

### 主要收藏品
作為其中一款受歡迎的收藏品，硬幣的價值主要決定於其質素、鑄量、歷史價值、独立过程、罕有程度、設計風格等的條件。
除流通硬幣之外，現今部分國家亦會以重量级金屬如金、銀、以至鈀或鉑來鑄造投資硬幣，其收藏價值也會基於以上各種條件及貴金屬價格所影響。與普通流通硬幣不同，雖然投資金銀幣也會鑄上面值，但因為並非打算用於市面交易流通，其幣面面值往往會遠低於其金屬價格。

## 刻记
刻记（exergue）是指硬币主要图案之下的空间上所铸的内容。这些内容通常显示的是硬币的时期。有些硬币的刻记处是空白的，还有些硬币的刻记处显示的是铸币厂的刻印，或私人的刻印，或一些其他的装饰性的或信息性的图案标志。也有许多硬币根本没有刻记或刻记处，尤其是那些铭文很少的硬币，比如维多利亚圆发髻便士。